# 炼金术士 (小说)
《牧羊少年奇幻之旅》（葡萄牙語：O Alquimista）是保羅·科埃略所著的寓言小说。截至2012年，《牧羊少年奇幻之旅》世界各地翻譯版本已超過50種。
故事敘述了西班牙安達魯西亞地區的牧羊男孩，為了追尋夢想前往金字塔的歷程。男孩因渴望認識世界、四處旅行而中斷修道院的學習生涯，開始了牧羊的生活。旅途中因緣際會遇見了「麥基洗德國王」、非洲的水晶商人、以及前往綠洲的駱駝商隊。

## 内容简介
男孩聖狄雅各居住在西班牙安達魯西亞，他曾受過神學院教育，父母原希望他成為神父，但他渴望旅行，所以去做了牧羊人；男孩曾連續兩次梦见金字塔附近藏有宝藏，於是他前往塔里法，接受一位吉普賽老婦人的解夢，老婦人告訴他，他必須到埃及去尋找寶藏，這使他陷入了抉擇。後來男孩遇見了撒冷之王麥基洗德，麥基洗德告訴他有關天地之心和宇宙之語的事，又給了他烏陵與土明，幫助男孩下定決心，男孩給了他羊群的十分之一做為報酬，又變賣剩餘的羊群，接著乘船前往非洲。
抵達北非丹吉尔，男孩被原本信任的朋友偷走所有钱财。身無分文的他只得为一位把朝圣麦加放在心底而不去实现的水晶商人工作，在這段時間裡，他學會了阿拉伯語，並更懂得觀察周遭，他改變了水晶店的經營方式，卻也改變了水晶商人的生活。十一個月過去，男孩終於賺到足以返鄉並買回羊群的錢財，但最後他還是加入横越撒哈拉沙漠的商队，他認識了一位一心求教煉金术士的英国人。抵達了煉金术士居住的法尤姆绿洲，男孩遇见少女法谛玛，一见钟情。然而商队因部落战争而停滞在绿洲。男孩看到異象，預言敵军將对绿洲進行突袭，预言應驗了，男孩拯救了綠洲，被聘为参事，得到大筆的財富。此時男孩卻不打算繼續前行，法谛玛告訴他真正的愛不會限制人尋求自己的天命，煉金术士也促使他重新踏上寻宝之途，並和他同行。
途中，男孩和煉金術士被军队所掳，煉金术士以男孩的钱财为他換取三天的时间，軍隊首領許諾男孩若能將自己變成風就放了他們，男孩在與沙漠、风、太阳的对话中，接触了天地之心，也如愿脱身。接著二人到了一間科普特修道院，煉金術士在那裡展現了將鉛化為金，並給了他四分之一的金子，又為他預留了一份，隨即二人分手。到了吉萨，男孩见识了金字塔的壮美，在挖掘寶藏時，部族战争的难民又一次夺去他的金子，难民們临走時，难民老大说了自己重复做过的一个梦：在西班牙的一座废弃教堂——男孩當初梦到金字塔的地點——裡有一棵無花果樹，樹根下藏有寶藏。尾聲，男孩回到那座教堂，終於找到了屬於他的寶藏。
全書除了開頭第一句話提及主角「名叫聖狄雅各」外，皆使用「男孩」一詞稱呼他。

## 出版
1998年6月，台灣的繁体中文版由時報出版以《牧羊少年奇幻之旅》为題發行，譯者為周惠玲。
2009年3月1日，简体中文版由南海出版公司以《牧羊少年奇幻之旅》为题出版，译者为丁文林。

## 外部連結
- The Alchemist Reviews （页面存档备份，存于）
- A lengthy summary of the plot （页面存档备份，存于）
- IMDB Entry （页面存档备份，存于）
- The Alchemist Book Review